# Markus Pohlmann
Markus Christian Pohlmann (* 15. Juni 1961 in Weil am Rhein) ist ein deutscher Soziologe. Seit 2003 ist er Professor für Organisationssoziologie am Max-Weber-Institut für Soziologie der Ruprecht-Karls-Universität Heidelberg.

## Leben
Markus Pohlmann studierte von 1981 bis 1983 an der Albert-Ludwigs-Universität Freiburg im Breisgau Soziologie, Volkswirtschaftslehre und Geschichte und von 1983 bis 1987 Soziologie an der Universität Bielefeld. Nach dem Diplom-Abschluss war er von 1988 bis 1992 als wissenschaftlicher Mitarbeiter an den Universitäten Bielefeld und Universität Lüneburg tätig. Seine Dissertation widmete sich der Kulturpolitik in Deutschland. Nach einer Zeit als wissenschaftlicher Assistent an der Friedrich-Schiller-Universität Jena wechselte er als Visiting Assistant Professor an die Louisiana State University in Baton Rouge, USA. Als Habilitationsstipendiat der Deutschen Forschungsgemeinschaft und Visiting Scholar arbeitete er an Forschungseinrichtungen in Korea, Taiwan und Singapur. Im Jahr 2000 habilitierte er sich in Jena zur Entwicklung des Kapitalismus in Ostasien. Im Anschluss vertrat er an der Universität Erlangen-Nürnberg die Lehrstühle für Soziologische Theorie, Arbeit und Organisation und für Sozialstrukturanalyse. 2002 übernahm er die wissenschaftliche Leitung des Institut für Sozialforschung und Sozialwirtschaft in Saarbrücken. 2003 erhielt Pohlmann den Ruf auf eine Professur für Soziologie mit dem Schwerpunkt Organisationssoziologie an der Ruprecht-Karls-Universität Heidelberg.

## Forschung
Pohlmann hat sich im Bereich der Organisationssoziologie profiliert. Er zählt zu den wichtigsten Vertretern der Managementsoziologie in Deutschland, die sich als eine spezielle Teildisziplin des Faches etabliert hat. Seine frühen Arbeiten befassen sich vor allem mit industrie- und betriebssoziologischen Fragen. Später wendet er sich der gesellschaftlichen Bedeutung ökonomischer Eliten zu sowie dem Generationenwechsel und dem damit verbundenen Wertewandel im Management. Dabei leistete er u. a. einen Beitrag zum besseren Verständnis der Asienkrise sowie der Industriekrise in Ostdeutschland.
Neben theoretischen Weichenstellungen im Bereich der Managementsoziologie besteht sein systematischer wissenschaftlicher Beitrag nicht zuletzt in der Prüfung zentraler Annahmen des Globalisierungsdiskurses. Seine empirischen Arbeiten fragen dabei sowohl nach der Internationalisierung der Lebensverläufe von Führungskräften als auch nach der globalen Angleichung ihrer Handlungsorientierungen (konvergenztheoretische Annahmen).
In einem gemeinsamen Forschungsprojekt mit Gert Schmidt von der Universität Erlangen untersuchte Pohlmann zwischen 2007 und 2009 den historisch bedeutsamen Generationenwechsel im Top-Management der deutschen Wirtschaft. Die Ergebnisse wurden von dem Elitesoziologen Michael Hartmann kritisch diskutiert und die kontroverse Diskussion über die soziale Herkunft der Manager in einem Sammelband dokumentiert, der die Frage nach neuen Werten in den Führungsetagen aufwirft.
Unter Pohlmanns Leitung wurden in der Folge mehrere international vergleichend angelegte Managementstudien durchgeführt, die nach der Verbreitung eines „neuen Geists“ im modernen Kapitalismus fragen. Eines der Forschungsprojekte (The Transculture of Capitalism) wurde im Rahmen des Exzellenzclusters Asia and Europe gefördert. Auf Basis seiner Analyse von Lebensläufen und Interviews mit Top-Managern aus ausgewählten Ländern in Europa, Asien und Lateinamerika weist Pohlmann auf erhebliche kulturelle Differenzen und Brüche in der Diffusion neoliberalen Managementdenkens hin. Im Zuge dieser Managementforschung entwickelte er die Methodik der Deutungsmusteranalyse weiter.
In jüngster Zeit wendet sich Pohlmann zunehmend Fragen aus dem Bereich der organisationalen Devianz zu, die er empirisch (gemeinsam mit den Kriminologen Dieter Dölling und Dieter Hermann sowie dem Strafrechtler Gerhard Dannecker) in der Wirtschaft und der Medizin international vergleichend untersucht. Diese Forschung fragt nach dem Verhältnis, in dem persönliche Vorteile für das Personal zu den Zwecken ihrer Arbeitgeber stehen. Diesbezüglich vertritt Pohlmann die These, dass sich abweichendes Verhalten der Mitglieder zum großen Teil als brauchbar für die Ziele bzw. Zwecke der jeweiligen Organisation ausweisen kann. Neben seinen wissenschaftlichen Publikationen zur organisationalen Devianz (u. a. zum Transplantationsskandal in Deutschland), betreibt er gemeinsam mit seinem Team seit 2016 den Wissenschaftsblog „Corporate Crime Stories“, in welchem regelmäßig aktuelle Fälle von Korruption und Manipulation in Organisationen aus einer soziologischen Perspektive vorgestellt werden.

## Auszeichnungen
- 2009 wurde Pohlmann zum Fellow des interdisziplinären Marsilius-Kollegs ernannt.[16]
- 2017 Erster Preis der Fritz Thyssen Stiftung für sozialwissenschaftliche Aufsätze, gemeinsam mit Kristina Höly für den Aufsatz: Manipulationen in der Transplantationsmedizin. Ein Fall von organisationaler Devianz? KZfSS Kölner Zeitschrift für Soziologie und Sozialpsychologie 69: 181–207.[17][18]

## Publikationen (Auswahl)
- Markus Pohlmann, Volker Helbig und Stefan Bär: Ein neuer Geist des Kapitalismus? Selbstoptimierung und Burnout in den Wirtschaftsmedien. In: Österreichische Zeitschrift für Soziologie. Nr. 1, 2017, S. 21–44.
- Markus Pohlmann: The Migration of Elites in a Borderless World. Citizenship as an Incentive for Professionals and Managers? In: Markus Pohlmann, Yang, Jonghoe, Lee, Jong-Hee (Hrsg.): Citizenship and migration in the era of globalization. The flow of migrants and the perception of citizenship in Asia and Europe. Springer, Berlin 2013, ISBN 978-36421-9-7, S. 59–70.
- Markus Pohlmann, Hristina Markova: Soziologie der Organisation: Eine Einführung. UVK, Konstanz 2011.
- Markus Pohlmann: Globale ökonomische Eliten? Eine Globalisierungsthese auf dem Prüfstand der Empirie. In: Kölner Zeitschrift für Soziologie und Sozialpsychologie. Band 61, Nr. 4, 2009, S. 513–534 (uni-heidelberg.de).
- Markus Pohlmann: Die neue Kulturtheorie und der "Geist des Kapitalismus" – Max Weber and beyond. In: Gabriele Wagner, Philipp Hessinger (Hrsg.): Ein neuer Geist des Kapitalismus? Paradoxien und Ambivalenzen der Netzwerkökonomie. VS Verlag für Sozialwissenschaften, Wiesbaden 2008, S. 103–126.
- Markus Pohlmann: Der diskrete Charme der Bourgeoisie? Ein Beitrag zur Soziologie des modernen Wirtschaftsbürgertums. In: Steffen Sigmund, Gert Albert, Agathe Bienfait und Mateusz Stachura (Hrsg.): Soziale Konstellation und historische Perspektive. Festschrift für M. Rainer Lepsius. Wiesbaden 2008.
- Markus Pohlmann, Thorsten Zillmann: Beratung und Weiterbildung. Fallstudien, Aufgaben und Lösungen. Oldenbourg, München/Wien 2006, ISBN 3-486-57996-7.
- Markus Pohlmann: Die Meuterei auf der Bounty – Über Revolutionen und einige der Mythen, die sich um sie ranken. In: Ingrid Artus, Rainer Trinczek (Hrsg.): Über Arbeit, Interessen und andere Dinge. Phänomene, Strukturen und Akteure im modernen Kapitalismus. Rainer Hampp Verlag, München und Mering 2004, ISBN 978-3-87988-809-2.
- Markus Pohlmann: Die Entwicklung des Kapitalismus in Ostasien und die Lehren aus der asiatischen Finanzkrise. In: Leviathan. Band 32, Nr. 3, 2004, S. 360–381 (uni-heidelberg.de).
- Rudi Schmidt, Hans-Joachim Gergs, Markus Pohlmann: Managementsoziologie. Perspektiven, Theorien, Forschungsdesiderate. Rainer Hampp Verlag, München und Mering 2002, ISBN 978-3-87988-658-6.
- Markus Pohlmann: Der Kapitalismus in Ostasien: Südkoreas und Taiwans Wege ins Zentrum der Weltwirtschaft. Westfälisches Dampfboot, Münster 2002.